# Albert de Bellièvre
Pour les autres membres de la famille, voir Famille de Bellièvre.
Albert de Bellièvre était un homme d'Église français, archevêque de Lyon de 1599 à 1604, fils de Pomponne de Bellièvre.

## Biographie
Albert est élevé par son père Pomponne de Bellièvre dans la fidélité au roi Henri IV, qui sollicite pour lui un archevêché prestigieux. Henri IV, soucieux de placer sur le siège lyonnais un fidèle après les années de guerre civile accède à la requête de son chancelier.
D'abord abbé de Jouy, Albert est donc nommé archevêque de Lyon en 1599.
Perdant rapidement ses facultés mentales, il se démet de ses fonctions d'archevêque en faveur de son frère Claude de Bellièvre en 1604, puis de la plupart de ces autres charges cléricales.
Il décède en 1621, sous tutelle.